# 유럽 육상 협회
유럽 육상 협회(European Athletic Association 유러피언 애슬레틱 어소시에이션[*], EA)은 유럽의 육상 종목을 총괄하는 국제 스포츠 행정 기구이다. 유럽 육상 선수권 대회, 유럽 실내 육상 선수권 대회 등 유럽 지역의 국제 육상 대회를 운영하고 있다. 또한 국제 육상을 관장하는 6개 대륙 협회 중 하나로 51개 회원국이 가입되어 있다. 본부는 스위스 로잔에 있다.

## 같이 보기
- 세계 육상 연맹